# Pintor de Perseo

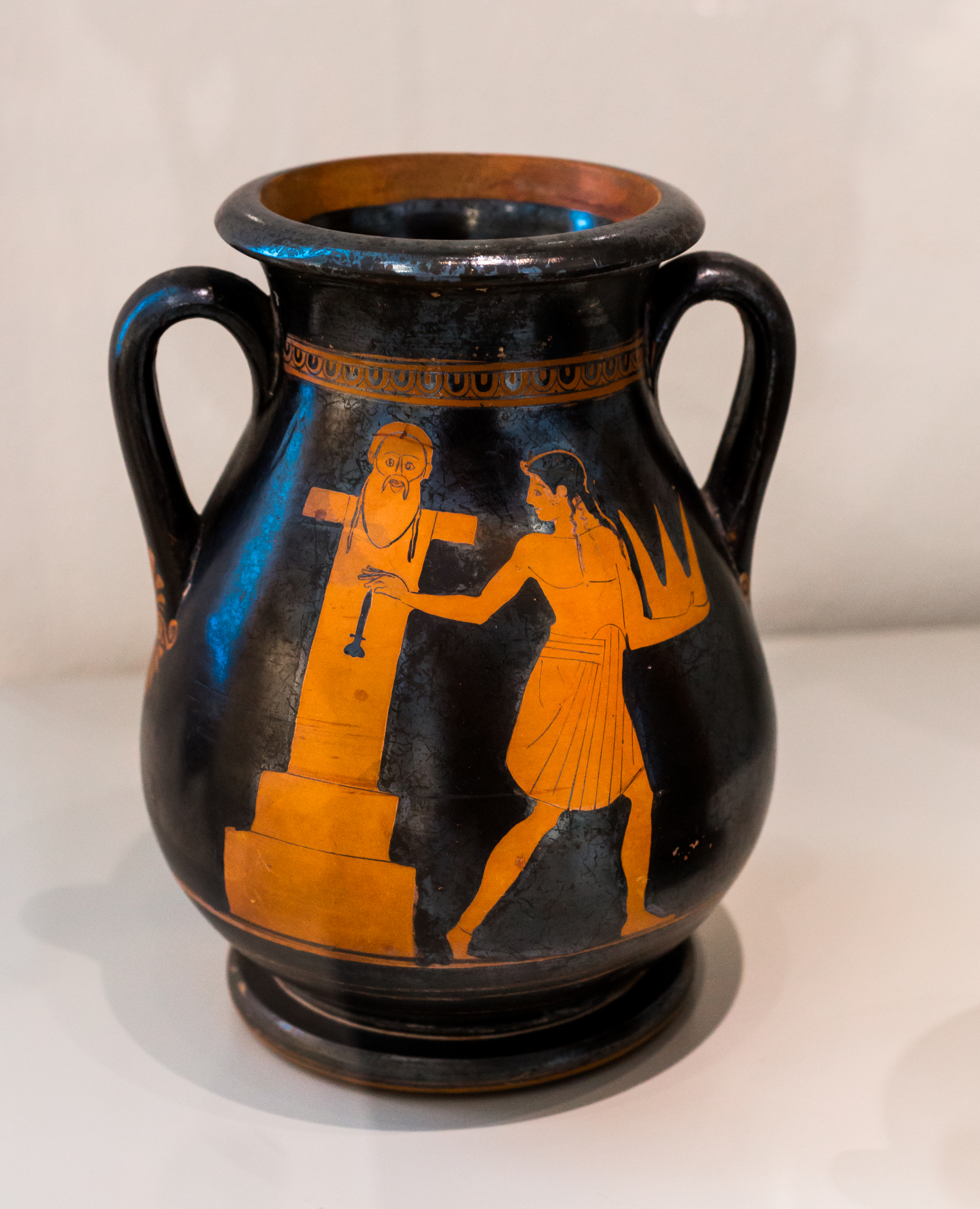
Cerámica ática de figuras rojas, joven con cesta de sacrificio tocando un falo en un vaso hermético, Museo Antiguo (Antikensammlung) F 2172, Berlín.

El Pintor de Perseo es el nombre convenido de un pintor de vasos áticos activo en el período clásico temprano (c. 475– 450 a. C.)
El Pintor de Perseo, pintor ático de vasos de vasos de figuras rojas, pertenece al grupo de los manieristas más antiguos. Su nombre deriva de la representación de Perseo en su hidria de figuras rojas decorada a mano, que se conserva en el Museo de Berlín (Antikensammlung F2377). Este vaso representa a Atenea de pie a la izquierda, con Perseo sosteniendo una lira sobre su pecho con su mano derecha y la cabeza cortada de Medusa con su mano izquierda (la cabeza de Medusa con la máscara). El héroe lleva una gorra alada en la cabeza y, en lugar de botas aladas, lleva sandalias hasta la rodilla.
Se le atribuyen aproximadamente veinte vasos. Además de los vasos típicos de los manieristas (pélices, hidrias o ánforas), también decoró lutróforos, lebes gámicos y enócoes. Sus pélices difieren en forma y decoración de los de sus compañeros: sus bocas son más anchas, el cuerpo más voluminoso y las escenas pintadas en los vasos no comparten escenas decorativas.
Pintó figuras con un estilo similar al de otros manieristas, solo que con una decoración más limitada (poco elaborada). Sus peinados son típicos, a veces con un toque de mikado moderno. El Pintor de Matsch también dibujó jóvenes con peinados similares. También se distinguía por los pliegues escalonados de sus himationes Algunas de sus bandas decorativas, con palmetas cerradas y pequeños zarcillos, son similares a los adornos utilizados por el Pintor de Cleofrades. Los dibujos del Pintor de Perseo están más elaborados que los del Pintor de los cerdos o el Pintor de Leningrado. Incluso las capas más gruesas (himationes) siguen los contornos de las extremidades de las figuras y su movimiento. Es difícil determinar quién fue el maestro del Pintor de Perseo. El Pintor de Leningrado representó himationes de forma similar con pliegues horizontales, y algunas de sus figuras tienen ojos triangulares de tamaño similar y barbas redondas similares.